# Alchemilla gingolphiana
Alchemilla gingolphiana é uma espécie de rosácea do gênero Alchemilla, pertencente à família Rosaceae.